# Traubella grundmanni
Traubella grundmanni är en loppart som beskrevs av Egoscue 1989. Traubella grundmanni ingår i släktet Traubella och familjen fågelloppor. Inga underarter finns listade i Catalogue of Life.